# Leo Spaventa Filippi
Leonardo Spaventa Filippi (Milano, 25 gennaio 1912 – Varese, 14 gennaio 1999) è stato un pittore italiano.

## Biografia
Figlio di Silvio Spaventa Filippi, fondatore e storico direttore del Corriere dei Piccoli, nonché frequentatore di personalità di spicco nel mondo dell'arte, quali Carlo Carrà, Leonardo Borgese, Margherita Sarfatti e Filippo Tommaso Marinetti, ebbe come primo maestro Donato Frisia. Diplomatosi all'Accademia di Brera sotto la guida di Aldo Carpi, si trasferì a causa degli eventi bellici a Morazzone e quindi a Varese. Fu zio del fisico e scrittore Paolo Dell'Oro.

## Principali esposizioni
Spaventa Filippi fu ammesso in giovane età alla Biennale di Venezia del 1936. Altre partecipazioni furono quelle del 1940 e del 1950.
Partecipò nel 1937 alla «Mostra dei sette di Brera» alla Galleria Pesaro di Milano: presentato da Aldo Carpi, ottenne buone recensioni da parte di Borgese sul Corriere della Sera e di Carrà su L'Ambrosiano («Uno dei giovani pittori che abbiamo il vanto di aver segnalato fin dalle prime prove [le cui] tele ci sono di garanzia al credito che gli facciamo per le future avanzate»). L'esposizione fu anche l'occasione per l'acquisto, nel 1938, di una sua Natura morta da parte della Galleria d'arte moderna di Milano.
Nel 1939 partecipò alla prima edizione del Premio Bergamo, assicurandosi un premio d'acquisto da parte del Consiglio provinciale alle Corporazioni di Bergamo.
Nel 1940 Spaventa Filippi espose alla III Mostra provinciale fascista alla Permanente. Anche in questa occasione, la Galleria d'arte moderna acquistò una sua opera (Paesaggio di Nasca, 1937).
Nel 1951 partecipò al Premio nazionale di pittura «Paesaggio varesino» con l'opera Laveno, senza tuttavia aggiudicarsi premi o menzioni particolari.
Fu inoltre presente alla II e alla VII Quadriennale di Roma (1935 e 1955-56).

## Opere in musei
Oltre alle opere possedute dalla Galleria d'arte moderna di Milano, tre suoi disegni sono conservati al Museo d'arte di Gallarate.

## Produzione e stile artistico
Pittore naturalista, Spaventa Filippi ebbe come temi d'indagine prediletti il ritratto e la natura morta. L'origine centro-meridionale della famiglia lasciò traccia non nel suo gusto pittorico, quanto piuttosto «nell'artista complessivo, nel suo temperamento». La pacatezza lombarda delle composizioni, in cui riecheggia la lezione ottocentista di autori quali Filippo Carcano, Emilio Gola, Donato Frisia e Aldo Carpi, lascia spazio nella stesura del colore ad uno stile macchiaiolo di impronta toscana o lombarda, per i richiami ad Arturo Tosi e a Raffaele De Grada senior.

## Pubblicazioni
Nel 1948 illustrò il volume Aneddotica delle scienze, scritto da Rinaldo De Benedetti (sotto lo pseudonimo di "Sagredo") ed edito da Hoepli. Nel 1996 pubblicò Racconti coloriti da un pittore, un'antologia di racconti autobiografici edita dalla Galleria Ponte Rosso di Milano, con prefazione di Elena Pontiggia.